# Khí hậu xích đạo

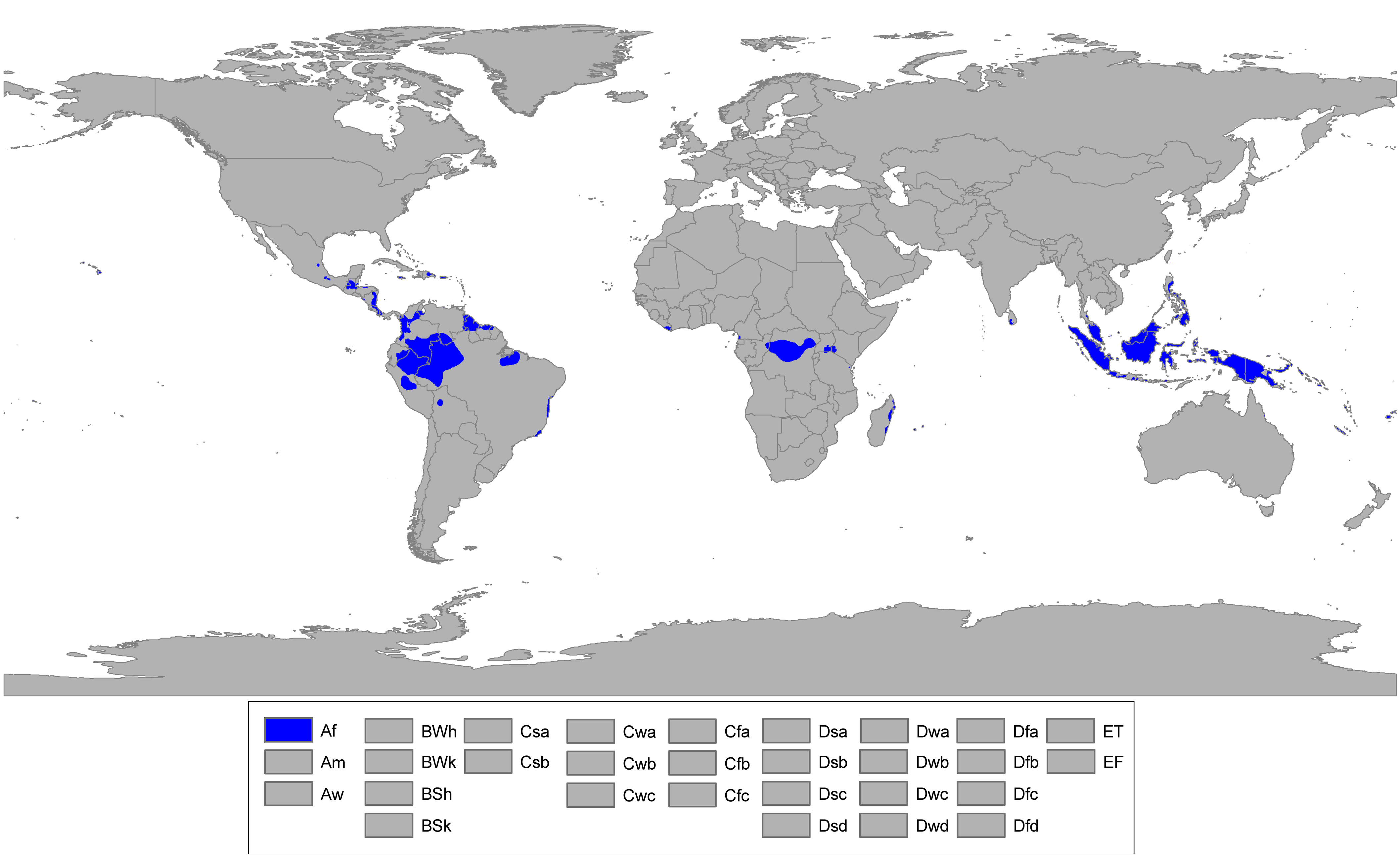
Các khu vực có khí hậu xích đạo trên thế giới

Khí hậu xích đạo, còn gọi là khí hậu rừng mưa nhiệt đới, là một kiểu khí hậu với đặc trưng là nhiệt độ cao trong suốt cả năm (nhiệt độ trung bình hàng năm luôn luôn cao hơn 25°C khi đo ở độ cao ngang mực nước biển) và gần như ổn định quanh năm (biên độ dao động nhiệt độ thấp hơn 2°C), với lượng mưa dồi dào, phổ biến vào buổi chiều và ổn định ở mức trên 2.000 mm mỗi năm. Áp suất khí quyển luôn thấp và độ ẩm ướt cao. Gió là khá hiếm, ngoại trừ khi xảy ra các cơn dông hay bão có liên quan tới áp thấp cục bộ. Đất bị rửa trôi để lộ ra các lớp đất có nguồn gốc từ đá ong (laterit) có màu đỏ (do ôxít sắt II). Các khoáng chất hòa tan khác cũng bị rửa trôi theo mưa nên nói chung đất đai trong khu vực này là không giàu dinh dưỡng. Khí hậu xích đạo được ký hiệu là "Af" trong phân loại khí hậu Köppen.
Nói chung, các khu vực với kiểu khí hậu này nằm cận kề đường xích đạo, ở các vĩ độ rất thấp, với dải vĩ độ nằm trong phạm vi của đới lặng gió xích đạo (ECZ), khu vực mà các gió mậu dịch thổi theo hướng đông bắc-tây nam và đông nam - tây bắc. Các ví dụ điển hình nhất cho kiểu khí hậu xích đạo là khu vực phía bắc của rừng Amazon và Trung Phi, với các rừng cây rậm rạp gần như không thể xuyên qua. Trong khu vực với kiểu khí hậu này có hai con sông lớn chảy qua là sông Amazon với lưu lượng trung bình trên 150.000 m³/s và sông Congo với lưu lượng trung bình trên 40.000 m³/s. 

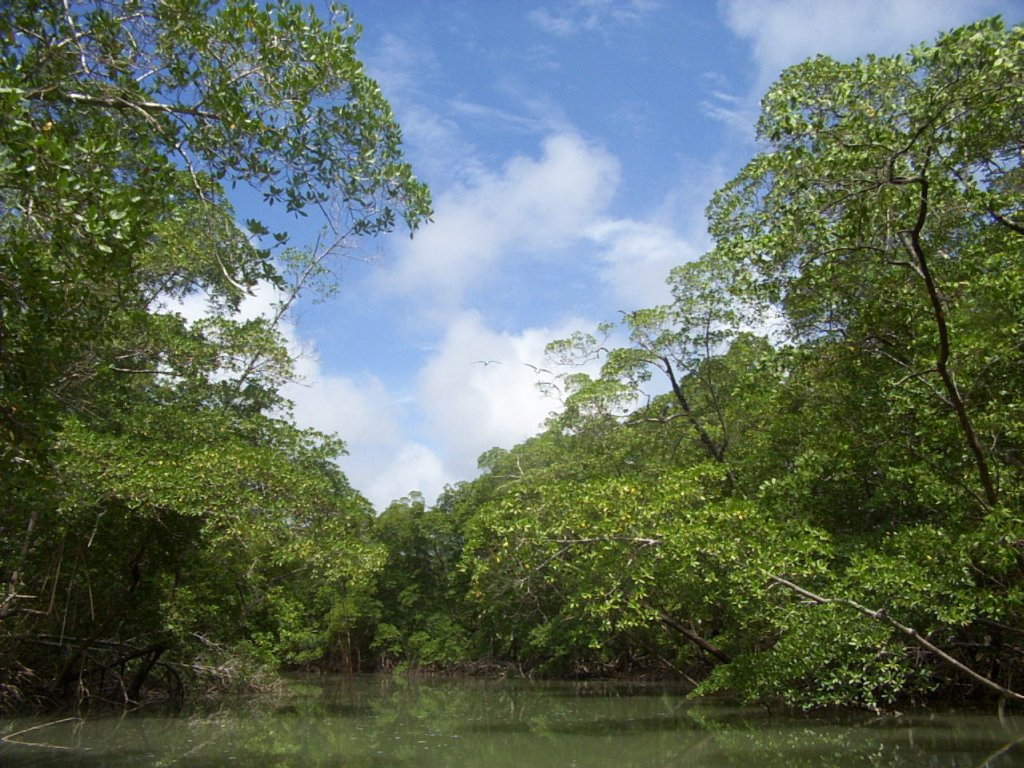
Lưu vực sông Amazon có khí hậu xích đạo.

## Phân biệt với khí hậu nhiệt đới
Khí hậu xích đạo nói chung tương tự như khí hậu nhiệt đới nhưng không có mùa khô; các tháng đều có lượng nước mưa trung bình là trên 60 mm. Chúng có điểm chung là biên độ dao động nhiệt độ trung bình hàng năm khá thấp (ít hơn 5°C) với nhiệt độ cao. Khác biệt cơ bản là chu kỳ mưa, trong đó khí hậu nhiệt đới nói chung về tổng thể là ít đồng đều hơn và ít mãnh liệt hơn (lượng mưa không quá 2.000 mm và có mùa khô), đó là lý do tại sao các kiểu thảo nguyên xavan tồn tại trong kiểu khí hậu này, ngược lại với kiểu khí hậu xích đạo mà tính độc đáo duy nhất của nó là cơ sở của sự phát triển các rừng mưa nhiệt đới với kích thước khổng lồ.

## Khu vực

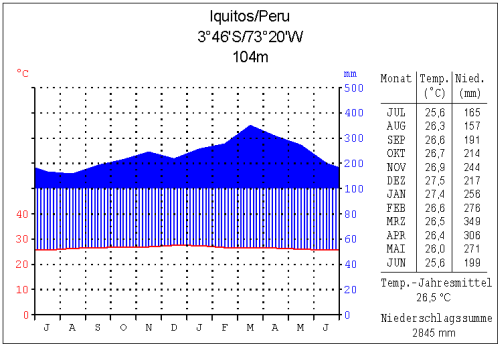
Biểu đồ về nhiệt độ (màu đỏ) và lượng mưa (màu xanh) tại Iquitos, Peru.

Khí hậu xích đạo thường có ở những vùng có vĩ tuyến cách đường xích đạo khoảng 10 độ về phía nam và bắc. Nó tồn tại ở phần lớn các quốc gia tiếp giáp với xích đạo: khu vực ven xích đạo của châu Phi, tây nam Ấn Độ, miền nam Đông Nam Á (Indonesia, Singapore, Malaysia, Brunei, miền Nam của Thái Lan), Papua New Guinea, một phần miền đông Trung Mỹ và bắc Nam Mỹ (bao gồm miền bắc Brasil, miền nam Venezuela, đông nam và các thung lũng thấp bên trong Colombia, tây bắc Ecuador, đông bắc Peru và khu vực thuộc khiên Guiana).
Tại châu Phi, kiểu khí hậu này có tại khu vực ven xích đạo, từ vịnh Guinea ở miền nam Tây Phi tới cận kề với khu vực thuộc sừng châu Phi (bán đảo Somali), nhưng lại không bao gồm khu vực sừng châu Phi này, do gió mùa ngăn cản sự phát triển của mưa, tạo ra kiểu khí hậu sa mạc rất khô cằn với lượng mưa ít và nhiệt độ cao hơn, hoàn toàn triệt tiêu khí hậu xích đạo mà theo lý thuyết với vĩ độ như vậy phải được tạo ra.
Tính độc đáo duy nhất của châu Phi là khí hậu xích đạo cũng tồn tại tại ở một số khu vực tương đối khá xa xích đạo, chẳng hạn như ở phần phía tây của đảo Madagascar (tới 25° vĩ nam). Tại châu Mỹ khí hậu nhiệt đới cũng tồn tại ở xa đường xích đạo tới cận kề bán đảo Yucatan (khoảng 16° vĩ bắc) và một vài khu vực thuộc Guatemala, Belize và đông Panama. Các khu vực như vậy hay được gọi chung là có khí hậu cận xích đạo, do chúng vẫn có khoảng 3 tháng mùa khô, nhưng lượng mưa là rất nhiều đủ để làm cho chúng tương tự như khí hậu xích đạo cũng như khí hậu nhiệt đới.

## Các địa danh
Một số địa danh đáng chú ý nằm trong khu vực này là:
- Manaus, Brasil
- Singapore
- Entebbe, Uganda
- Kuala Lumpur, Malaysia
- Bandar Seri Begawan, Brunei Darussalam
- Johor Bahru, Malaysia
- Georgetown, Malaysia
- Kuching, Malaysia
- Jakarta, Indonesia